# Product Sans
Product Sans ist eine Sans-Serif-Schriftart von Google. Sie wurde von Google für das neue Logo des Unternehmens verwendet, das am 1. September 2015 das alte Logo ersetzte. Das Google-e im Logo ist schräg. Bei der Original-Schriftart ist dies nicht der Fall.
Google Sans ist eine größenoptimierte Variante von Product Sans und wird, neben anderen Schriftarten, als Anzeigeschrift im Google Material Design verwendet.

## Lizenz
Product Sans ist nicht zum kommerziellen Gebrauch freigegeben.